# Rex Orange County
Alexander O'Connor (4 mei 1998), beter bekend onder zijn artiestennaam Rex Orange County, is een Brits muzikant. Hij groeide op in het dorp Grayshott. O'Connor heeft vier albums uitgebracht, Bcos U Will Never B Free (2015), Apricot Princess (2017), Pony (2019) en Who Cares? (2022).

## Naam
De naam Rex Orange County is gebaseerd op een bijnaam die hem werd gegeven door een leerkracht, "the OC", vanwege zijn achternaam O'Connor.

## Jeugd
Op vijfjarige leeftijd was O'Connor lid van het koor op de school waar zijn moeder werkte. Hij groeide op met de muziek van Queen, ABBA, Stevie Wonder en "Amerikaanse poppunkbands" als Weezer en Green Day. Hij is drummer en autodidactisch pianist en begon met gitaar toen hij zestien was. Tegen die tijd produceerde hij zijn eigen muziek met Logic.
Op zestienjarige leeftijd ging O'Connor naar de BRIT School voor podiumkunsten en technologie, waar hij begon als drummer. Hij was slechts een van de vier percussionisten van zijn jaar, wat tot gevolg had dat hij deelnam aan de muzieksessies van verschillende groepen op zijn school en daarbij verschillende stijlen speelde. Rond deze tijd begon O'Connor ook zijn eigen projecten te produceren.

## Werk
In 2015 zette O'Connor zijn eerste album, Bcos U Will Never B Free op SoundCloud. Zo kwam hij op de radar van Ben Ash (bekend als Two Inch Punch), die voor een managementteam voor hem zorgde. De twee werkten ook samen aan enkele nummers: "UNO", "Best Friend" en "Untitled". Het album trok bovendien de aandacht van de Amerikaanse rapper Tyler, the Creator. Hij stuurde een email waarin hij zijn waardering voor het album uitsprak. Het leidde er uiteindelijk toe dat hij O'Connor naar Los Angeles vloog om aan het album Flower Boy mee te komen werken.
Het nummer "UNO" bracht O'Connor in 2016 online uit. Muziektijdschrift Clash schreef "De levendige keyboardriffs ondersteunen een hypnotiserende, half gesproken zanglijn, een die van onderwerp op onderwerp springt in een mistige explosie van creatieve gekte."
In 2017 kwam zijn tweede album Apricot Princess uit. Drie maanden later verscheen Tylers Flower Boy. O'Connor droeg hierop bij aan de liedjes "Boredom" en "Foreword", zowel in de vorm van geschreven tekst als zang.
In mei 2018 was het populairste nummer van O'Connor op Spotify "Loving Is Easy", hetgeen hij maakte in samenwerking met de Nederlandse artiest Benny Sings. Op 16 april 2018 speelde hij het nummer tijdens zijn televisiedebuut in The Tonight Show Starring Jimmy Fallon.
Op 31 mei 2018 bracht O'Connor een cover van "You've Got a Friend in Me" uit, waarop hij samen met Randy Newman (de oorspronkelijke artiest) speelde.
Op 14 februari 2019 verscheen zijn single "New House". Op 12 september 2019 volgde "10/10", de leadsingle van zijn derde album Pony. Op 17 oktober van datzelfde jaar bracht hij de tweede single uit, "Pluto Projector". De derde single, "Face to Face" volgde op 23 oktober. Pony zelf verscheen op 25 oktober 2019.
NPR-journalist Zoë Jones beschreef O'Connors muziek als "een heldere mix van hiphop, jazz en bedroompop".

## Prijzen
In januari 2018 werd O'Connor tweede in de Sound of 2018 van de BBC, achter de Noorse zangeres Sigrid.

## Discografie

### Studioalbums
| Jaar | Titel                    | Hitnoteringen | Hitnoteringen | Hitnoteringen | Hitnoteringen | Hitnoteringen | Hitnoteringen | Hitnoteringen |
| Jaar | Titel                    | UK            | AUS           | CAN           | NZ            | US            | US Heat.      | US Ind.       |
| ---- | ------------------------ | ------------- | ------------- | ------------- | ------------- | ------------- | ------------- | ------------- |
| 2015 | Bcos U Will Never B Free | -             | 28            | -             | -             | -             | -             | -             |
| 2017 | Apricot Princess         | -             | -             | -             | -             | -             | 2             | 8             |
| 2019 | Pony                     | 5             | 4             | 3             | 6             | 3             | -             | -             |
| 2022 | Who Cares?               | -             | -             | -             | -             | -             | -             | -             |

### Singles
| Jaar | Titel                                        | Hitnoteringen | Hitnoteringen | Hitnoteringen | Hitnoteringen | Hitnoteringen | Hitnoteringen | Hitnoteringen   | Hitnoteringen | Album                    |
| Jaar | Titel                                        | UK            | UK Indie      | BEL (WA) Tip  | NZ Hot        | US Alt.       | US Rock       | US Rock Airplay | US AAA        | Album                    |
| ---- | -------------------------------------------- | ------------- | ------------- | ------------- | ------------- | ------------- | ------------- | --------------- | ------------- | ------------------------ |
| 2015 | Japan                                        | -             | -             | -             | -             | -             | -             | -               | -             | Bcos U Will Never B Free |
| 2015 | Corduroy Dreams                              | -             | -             | -             | -             | -             | -             | -               | -             | Bcos U Will Never B Free |
| 2016 | Uno                                          | -             | -             | -             | -             | -             | -             | -               | -             | Geen album               |
| 2017 | Best Friend                                  | -             | -             | -             | -             | -             | -             | -               | -             | Geen album               |
| 2017 | Sunflower                                    | -             | -             | -             | -             | -             | -             | -               | -             | Geen album               |
| 2017 | Untitled                                     | -             | -             | -             | -             | -             | -             | -               | -             | Apricot Princess         |
| 2017 | Never Enough                                 | -             | -             | -             | -             | -             | -             | -               | -             | Apricot Princess         |
| 2017 | Edition                                      | -             | -             | -             | -             | -             | -             | -               | -             | Geen album               |
| 2017 | Loving Is Easy (Met Benny Sings)             | -             | -             | 40            | -             | 27            | -             | 35              | 24            | Geen album               |
| 2018 | You've Got a Friend in Me (Met Randy Newman) | -             | -             | -             | -             | -             | -             | -               | -             | Geen album               |
| 2019 | New House                                    | -             | 47            | -             | 19            | -             | 40            | -               | -             | Geen album               |
| 2019 | 10/10                                        | 68            | -             | -             | 22            | 9             | 6             | 27              | 25            | Pony                     |
| 2019 | Pluto Projector                              | -             | -             | -             | 17            | -             | 7             | -               | -             | Pony                     |
| 2019 | Face to Face                                 | 86            | -             | -             | 15            | -             | 8             | -               | -             | Pony                     |
| 2022 | Keep It Up                                   | 95            | -             | -             | 24            | 26            | -             | -               | -             | Who Cares?               |
| 2022 | Amazing                                      | -             | -             | -             | -             | -             | -             | -               | -             | Who Cares?               |
| 2022 | Open a Window (Met Tyler, the Creator)       | -             | -             | -             | -             | -             | -             | -               | -             | Who Cares?               |
| 2022 | Threat                                       | -             | -             | -             | -             | -             | -             | -               | -             | Geen album               |